# Consolidated B-24 Liberator
Консолідейтед В-24 «Ліберейтор» («Визволитель») (англ. Consolidated B-24 Liberator) — американський важкий бомбардувальник, розроблений авіаційною компанією «Consolidated Aircraft» у Сан-Дієго (штат Каліфорнія). На початку проєктування та розробки моделі літака був відомий як модель 32, а невелика кількість ранніх зразків були продані під назвою бомбардувальник LB-30. Під час Другої світової війни Консолідейтед В-24 «Ліберейтор» широко використовувався усіма видами американських збройних сил, а також багатьма військово-повітряними силами і військово-морськими силами союзників. Літак здобув видатний послужний список під час війни, бувши задіяним в операціях на території Західної Європи, на Тихоокеанському ТВД, Середземномор'ї, в Китаї, Бірмі, Індії.
Масове виробництво важкого бомбардувальника розгорнулося на повну силу в 1943, коли компанія Ford Motor Company запустила нову складальну лінію, завдяки чому щогодини з'являвся новий готовий B-24 Liberator, досягаючи 1944 року 650 літаків на місяць. В-24 «Ліберейтор» став наймасовішим важким бомбардувальником союзників у світовій історії авіації та наймасовішим військовим літаком США, досягши піку в більш ніж 18 000 літальних апаратів.
У порівнянні зі славетнішим бомбардувальником B-17 Flying Fortress B-24 мав сучасніший дизайн, вищу швидкість польоту, більший радіус дії й бомбове навантаження його було більше, ніж у «Летючої фортеці». Водночас літак мав суттєві недоліки в керуванні польотом і погано літав в авіаційних формуваннях під час виконання завдань. Але завдяки багатьом конструктивним перевагам важкий бомбардувальник прослужив тривалий термін у військової авіації багатьох країн.

## Історія створення
В 1938 році почалося виробництво першого чотиримоторного важкого бомбардувальника для ВПС США — Boeing B-17 і для пришвидшення виробництва командування звернулося до компанії Consolidated з пропозицією почати ліцензійне виробництво B-17. Але Consolidated відмовились і запропонували розробити свій літак із кращими характеристиками. Командування ВПС погодилось і 1 лютого 1939 року видали специфікацію C-212 під цей проєкт. Новий літак мусив мати максимальну швидкість у 482 км/год, дальність польоту 4827 км, практичну стелю в 10 670 м і бомбове навантаження 4 тонни.

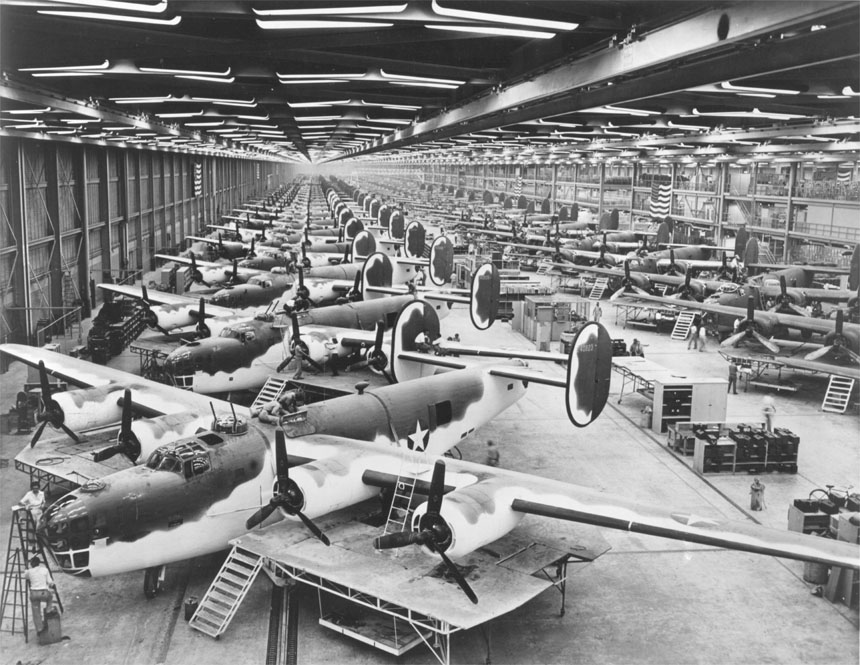
Складальні лінії B-24 на заводі Consolidated в Техасі.

Літак із внутрішнім позначенням «модель 32» був високопланом із двокілевим хвостовим оперенням, також було використано модель крила Девіса — зі спеціальним профілем, який відрізнявся малим аеродинамічним опором. На літаку мали встановлюватися двигуни Pratt & Whitney R-1830-33 потужністю 1200 к.с., а захисне озброєння мало складатися з шести кулеметів.
Розробка літака тривала не довго — перший прототип XB-24 піднявся в повітря вже 29 грудня 1939 року. Випробування були успішними, літак показав високі льотні характеристики, зокрема за дальністю польоту він значно перевершував B-17. Відразу після тестувань компанія отримала контракти, зокрема і на експорт — Франція замовила 60 літаків, а Британія — 165. Через капітуляцію французьке замовлення було скасовано, але британське було виконано і саме від британців B-24 отримав свою власну назву — Liberator. Загалом до 1945 року було виготовлено 18 482 B-24.

## Основні модифікації
- YB-24 (деколи LB-30A) — передсерійна партія літаків з двигунами R-1830-33 потужністю 1200 к.с. Захисне озброєння складалось з шести 12,7-мм кулеметів в носовій, хвостовій, верхній, нижній і двох бокових установках. Маса бомбового навантаження — 3630 кг. З лютого 1941 року було виготовлено 7 літаків, шість з яких було відправлено в Британію.
- LB-30B (Liberator Mk.I) — експортний варіант для Британії. На них встановлювалось британське обладнання і озброєння — з шести 7,7-мм кулеметів (по одному в носовій, нижній і двох бокових установках і два в хвостовій. (20 екз.)
- B-24A — американський варіант LB-30B. В усіх установках крім хвостової встановлювались 12,7-мм кулемети. (9 екз.)
- Liberator Mk.II — посилено захисне озброєння: 4 7,7-мм кулемети в хвостовій і верхній турелях, по два в бокових установках і по одному в передній і нижній установці. Виготовлявся з червня 1941 року для Британії, але після вступу США в війну почав надходити на озброєння ВПС США з зміненим складом озброєнням і під позначенням LB-30. (139 екз.)
- B-24C — оснащувався двигунами R-1830-41 з турбокомпресорами і покращеними висотними характеристиками. Отримав захист паливних баків. Захисне озброєння складалось з восьми 12,7-мм кулеметів (по два в верхній і хвостовій баштах, і по одному в носовій, нижній і двох бокових установках). (9 екз.)
- B-24D — перша справді масова модифікація. Оснащувався двигунами R-1830-41, -43, -65. Початково захисне озброєння відповідало B-24C але з часом в нижню установку додався ще один кулемет, ще пізніше додались два кулемети по боках кабіни. Маса бомбового навантаження — 4000 кг. Виготовлявся з 1942 року. (2738 екз.)
  - Liberator Mk.III — варіант B-24D для Британії з зміненим обладнанням і озброєнням.
- B-24E — виготовлявся на заводі Ford. Оснащувався двигунами R-1830-65. (801 екз.)
  - Liberator Mk.IV — варіант B-24E для Британії.
- B-24G — виготовлявся на заводі North American. Оснащувався двигунами R-1830-43, -65. Спочатку захисне озброєння відповідало пізнім варіантам B-24D без нижньої турелі, пізніше три кулемети в кабіні були замінені на одну турель з двома кулеметами, ще пізніше додалася нижня башта з двома кулеметами. Максимальна маса бомбового навантаження — 5800 кг. (430 екз.)
- B-24H — захисне озброєння відповідало B-24G, але в нижній башті був тільки один кулемет, пізніше від нього теж відмовились. (3100 екз.)
- B-24J — оснащувався двигунами R-1830-65, також змінено носову турель. (6678 екз.)
- B-24L — полегшений варіант B-24J з зміненими турельними установками. (1667 екз.)
- B-24M — хвостова турель замінена на два 12,7-мм кулемети з ручним керуванням. (2593 екз.)
- C-87 Liberator Express[en] — транспортний варіант B-24D. (291 екз.)
- С-109 — транспортний варіант B-24J/L. (218 переобладнано)
- F-7 — варіант фоторозвідника.
- PB4Y-1 — позначення B-24D/J/L/M в морській авіації.

## Історія використання

### Тихоокеанський театр воєнних дій

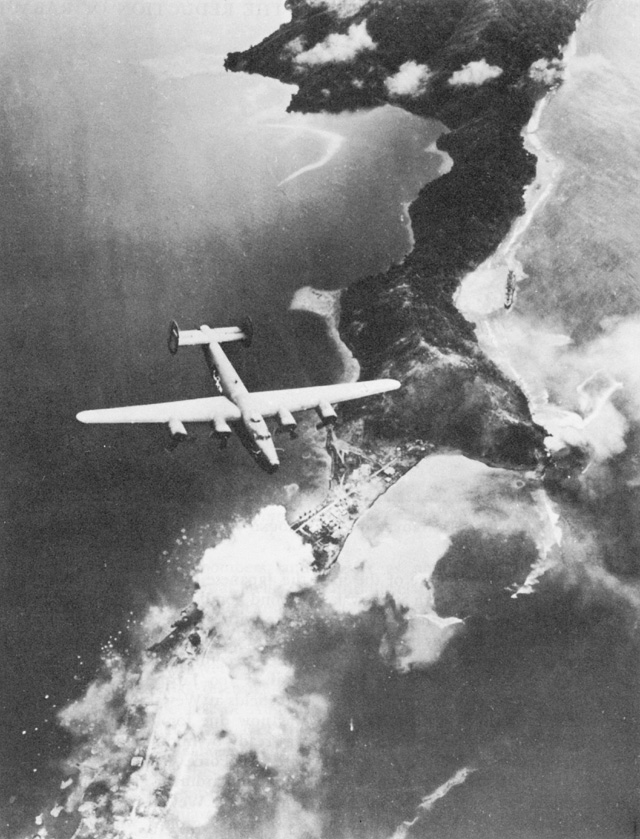
B-24 над півостровом Саламуа, Нова Гвінея.

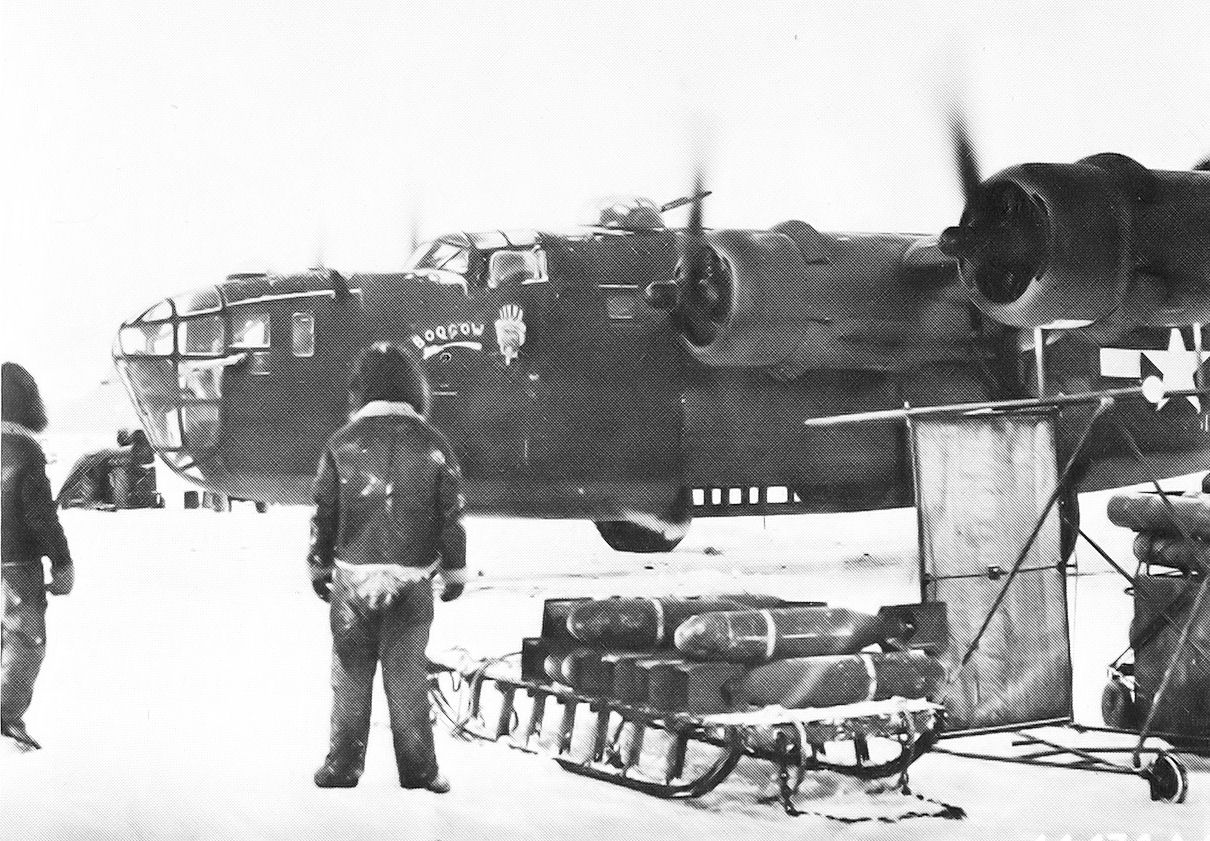
B-24 на Алясці. Березень 1943 року.

В ВПС США B-24 з'явились на початку 1942 року: 19-а бомбардувальна група, яка ввійшла в склад 5-ї повітряної армії (ПА) базованої в Австралії, отримала 15 LB-30 і в лютому-березні брала участь в обороні Нідерландської Ост-Індії. Там B-24 бомбили об'єкти на Сулавесі і Суматрі, також діяли проти японського десанту на Балі. З осені 1942 року в 5-у ПА було додано 90-у бомбардувальну групу, і увага була переключена на бомбардування Рабаулу, Лае, Нової Британії і Нової Ірландії. В травні 1943 року 5-у ПА було посилено 380-ю бомбардувальною групою з B-24, а також почалось переозброєння частин з B-17, оскільки останній показав гірші результати в боротьбі проти морських цілей. Продовжувались бомбардування Соломонових островів, а з осені 1944 року почались операції проти Філіппін, зокрема брали участь в битвах за Лейте і Лусон. З січня 1945 року почались бомбардування Формози і Гонконгу, а літом 5-а ПА здійснила декілька рейдів проти цілей на Кюсю.
У центральній частині Тихого океану діяла 7-а ПА, в складі якої B-24 вперше були використані 7 червня 1942 року для бомбардування остова Вейк. Основним завданням 7-ї ПА була підтримка десантних операцій американських військ, зокрема на острови Тарава, Сайпан і Іводзімі. Після захоплення Окінави B-24 почали діяти проти Японських островів.
В 1942 році одна бомбардувальна група B-24 була перекинута В Індію, звідки діяла проти японських військ в Китаї, Таїланді і Бірмі. Декілька В-24 ввійшли в склад 36-ї бомбардувальної ескадрильї яка базувалась на Алясці. Ці літаки бомбардували захоплені Японією острови Атту і Киска, а з 1944 року почали непостійні нальоти проти Курильських островів.

### Середземноморський театр воєнних дій

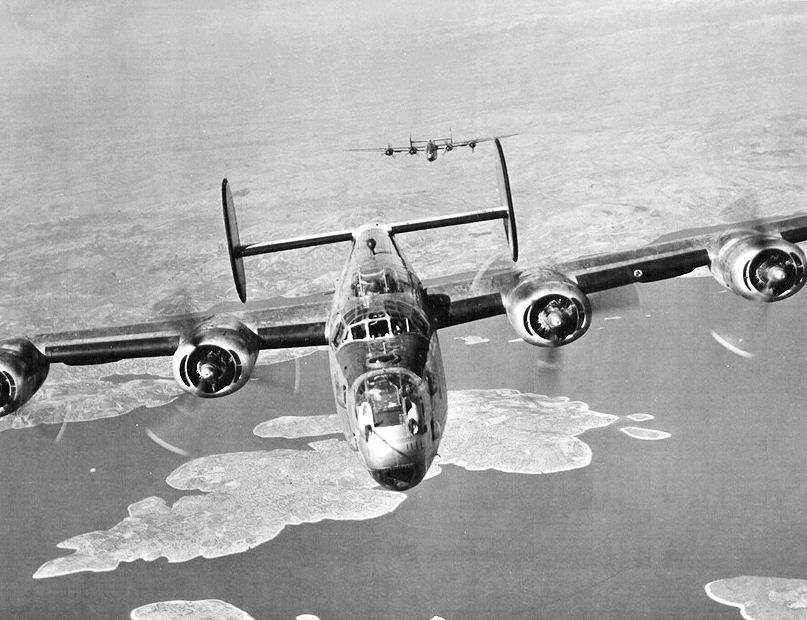
B-24 повертаються з бомбардувальної місії. Позаду острів Дрвеник Великі.

В червні 1942 року в Єгипет прибула «група Галвестона» (пізніше 1-а тимчасова бомбардувальна група) з B-24D на озброєнні, і в ночі 11-12 червня 13 B-24 цієї групи завдали удару по нафтопереробних заводах в Плоєшті, що по суті було першим стратегічним бомбардуванням ВПС США в війні. Але наступні декілька місяців «група Галвестона» переключилась на дії проти італійського флоту, а також здійснювала нічні нальоти на Бенгазі і Тобрук. В листопаді 1942 року на базі окремих авіаційних частин, зокрема 98-ї бомбардувальної, було створено 9-у ПА яка почала діяти проти Італії. 4 грудня 1942 року відбулось перше бомбардування Неаполя, а 7 грудня з Британії було перекинуто ще одну групу B-24 і 9-а ПА почала інтенсивні бомбардування італо-німецьких військ в Тунісі і об'єктів в Італії. Перед початком сицилійської операції, ПА була посилена ще двома групами B-24 з Британії.
З великих операцій варто відзначити невдалий наліт на Плоєшті 1 серпня 1943 року, коли з 179 B-24 було збито 43, ще 23 літаки були вимушені сісти на території Туреччини. Але втрати було швидко компенсовано і вже 13 серпня в нальоті на завод в Австрії взяли участь 61 B-24, а 16 серпня 86 літаків бомбили аеродроми Італії. Останній виліт B-24 з території Африки відбувся 22 вересня 1943 року, після цього всі B-24 було перебазовано в Італію, де вони діяли проти цілей на Півночі Італії, в Австрії і на Балканах.

### Західноєвропейський театр воєнних дій

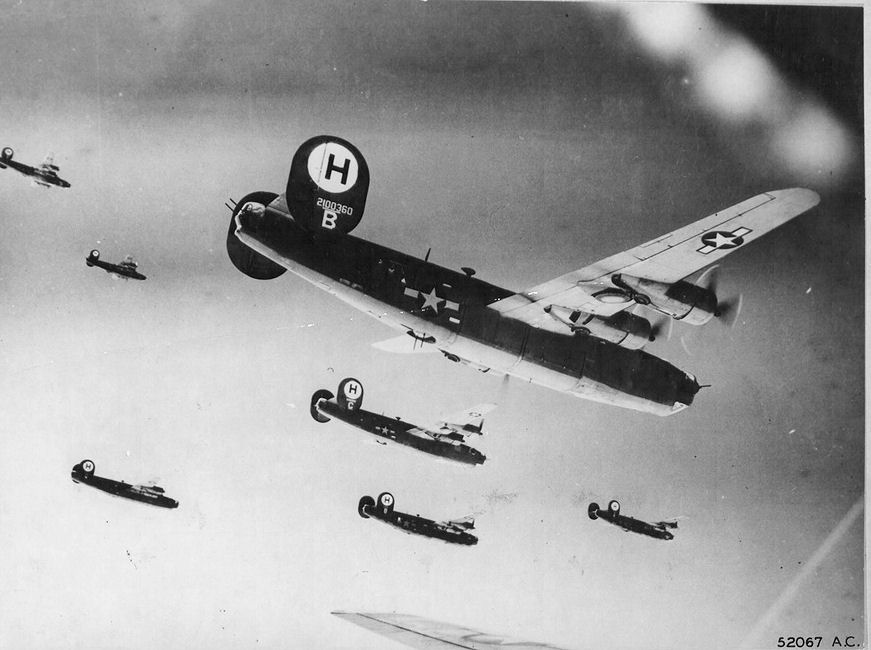
446-й бомбардувальна група ВПС США прямує для бомбардування Берліна. 29 квітня 1944

Основним угрупованням бомбардувальної авіації США в війні в Європі було 8-ме бомбардувальне командування, згодом перейменоване в 8-у повітряну армію, основним завданням якого були стратегічні бомбардування німецької промисловості. Перший бомбардувальний наліт B-24 в складі 8-ї ПА здійснили літаки 93-ї бомбардувальної групи: 9 жовтня 1942 року B-24 разом з B-17 бомбардували локомотивне депо і сталеливарний завод поблизу Лілля. Під час місії Люфтваффе змогло збити 4 B-24, ще 46 було пошкоджено, але місія була в цілому успішною. Через місяць бомбардуванням бази підводних човнів в Сен-Назері відзначились B-24 з 44-ї бомбардувальної групи. 27 січня 1943 року B-24 бомбили корабельню в Вільгельмсгафені, першу ціль на території Німеччини.
Загалом до 1943 року в складі 8-ї ПА вже було 12 груп з B-24, що дозволило здійснювати дійсно масовані нальоти з сотень літаків. До 1944 року бомбардування стали дійсно масованими, зокрема в перший день операції «Аргумент», проти авіаційної промисловості Третього Рейху, було використано 272 B-24 і 417 B-17. З 3 березня почались бомбардування Берліна, з короткою перервою в травні-червні коли авіація підтримувала висадку в Нормандії, спочатку знищуючи аеродроми і місця запуску Фау-1, а під час самого десанту виконували тактичні операції проти німецьких військ.
Після успішного десанту 8-а ПА знову повернулась до стратегічних бомбардувань, вже 6 липня 231 B-24 бомбили Кельн, а наступного дня 373 B-24 завдали удару по Лейпцигу. В вересні B-24 використовувались для постачання припасів британським десантникам в облозі під Арнемом. Але основними цілями для B-24 стали об'єкти нафтопереробної галузі, хоча B-24 також залучались і до килимових бомбардувань міст, зокрема Дрездена. Загалом за час війни B-24 8-ї ПА здійснили 96 тисяч бойових вильотів в ході 493 операцій і скинувши на цілі більше 200 тисяч тон бомб. Власні втрати склали 2121 літаки.
Після війни тисячі B-24 було списано, а на службі залишились тільки декілька літаків які використовувались для допоміжних цілей. Останній B-24 використовувався як летюча лабораторія аж до 1953 року.

### Використання вВМС США

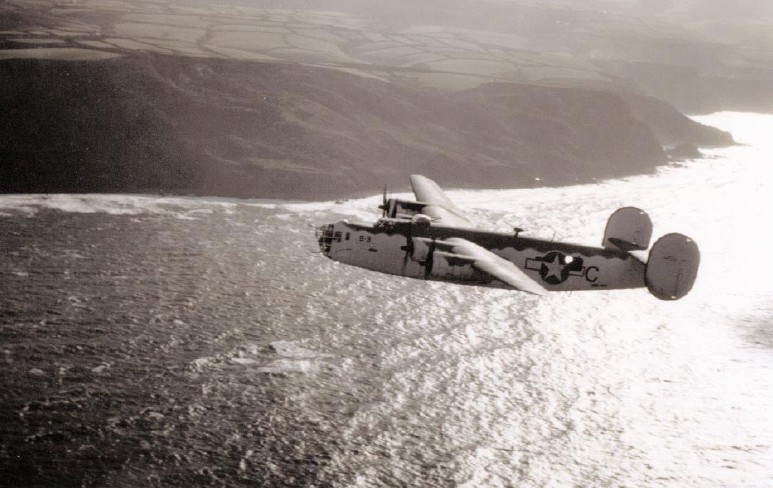
PB4Y-1 ескадрильї VB-103 поблизу Корнуолла

В ВМС B-24 отримали позначення PB4Y-1 і здебільшого використовувались для анти-субмаринного патрулювання. Першою нові літаки отримала ескадрилья VB-110 на Гаваях, згодом літак почав використовуватись і над Атлантичним океаном. За час війни флотські PB4Y-1 змогли потопити 13 ворожих підводних човнів, а після війни все ще використовувались до 1950 року.

### В країнахБританської співдружності

Liberator Королівських ВПС Великої Британії

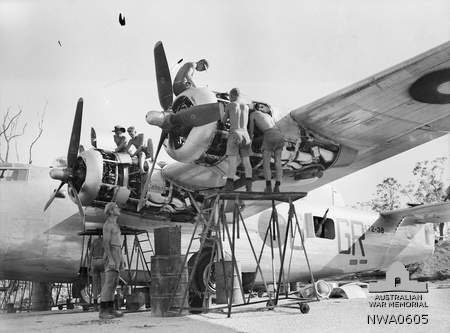
B-24 24-ї ескадрильї ВПС Австралії під час ремонту.

В Королівських ВПС Великої Британії B-24 отримав позначення Liberator, і використовувався здебільшого в Береговому командуванні як анти-субмаринні патрульні літаки, але в січні 1942 року перші Liberator Mk.II надійшли в 159-у і 160-у ескадрильї Бомбардувального командування. Загалом було створено 13 бомбардувальних ескадрилей, але більшість з них використовувались на Середземномор'ї і в Індії. Зокрема 5 ескадрилей 231-ї групи діяли проти японських військ в Таїланді і Бірмі, мінували порти. В Північній Африці, окрім британських ескадрилей, також воювали дві південноафриканські. Також на британських Liberator-ах літали пілоти з окупованих Німеччиною країн, зокрема 321-а нідерландська ескадрилья, яка діяла в останні дні війни в Європі, а після була перекинута на Тихоокеанський ТВД. Загалом Велика Британія використовувала близько 2400 Liberator.
Майже 1200 Liberator було на озброєнні ВПС Канади, абсолютна більшість з яких використовувалась для морського патрулювання.
ВПС Австралії отримали 287 B-24, які було розподілено між сімома ескадрильями, які діяли проти японських військ на Борнео, Новій Гвінеї і Нідерландській Ост-Індії. Останні австралійські B-24 були зняті з озброєння в 1948 році.
Під час війни Індія не мала власних ВПС, але в 1947 році британці залишили близько 40 Liberator-ів. Більшість з них вимагали серйозного ремонту, але майже всі вдалось повернути в стрій і вони використовувались аж до 1968 року як патрульні.

### Інші країни
СРСР отримав 1 B-24 по ленд-лізу для ознайомлення, крім цього ще близько 30 були інтерновані після вимушених посадок на радянській території. 21 B-24 включили в склад 203-го полку 45-ї важкої бомбардувальної авіадивізії, але бойових вильотів не здійснювали.
Через вимушені посадки 6 B-24 були включені в ВПС Португалії, інші 5 — в ВПС Туреччини.
Трофейні B-24 використовувались і в Люфтваффе, зокрема для висадки десанту і диверсій. Декілька B-24 захоплених Італією і Румунією використовувались тільки для випробувань.

## Тактико-технічні характеристики

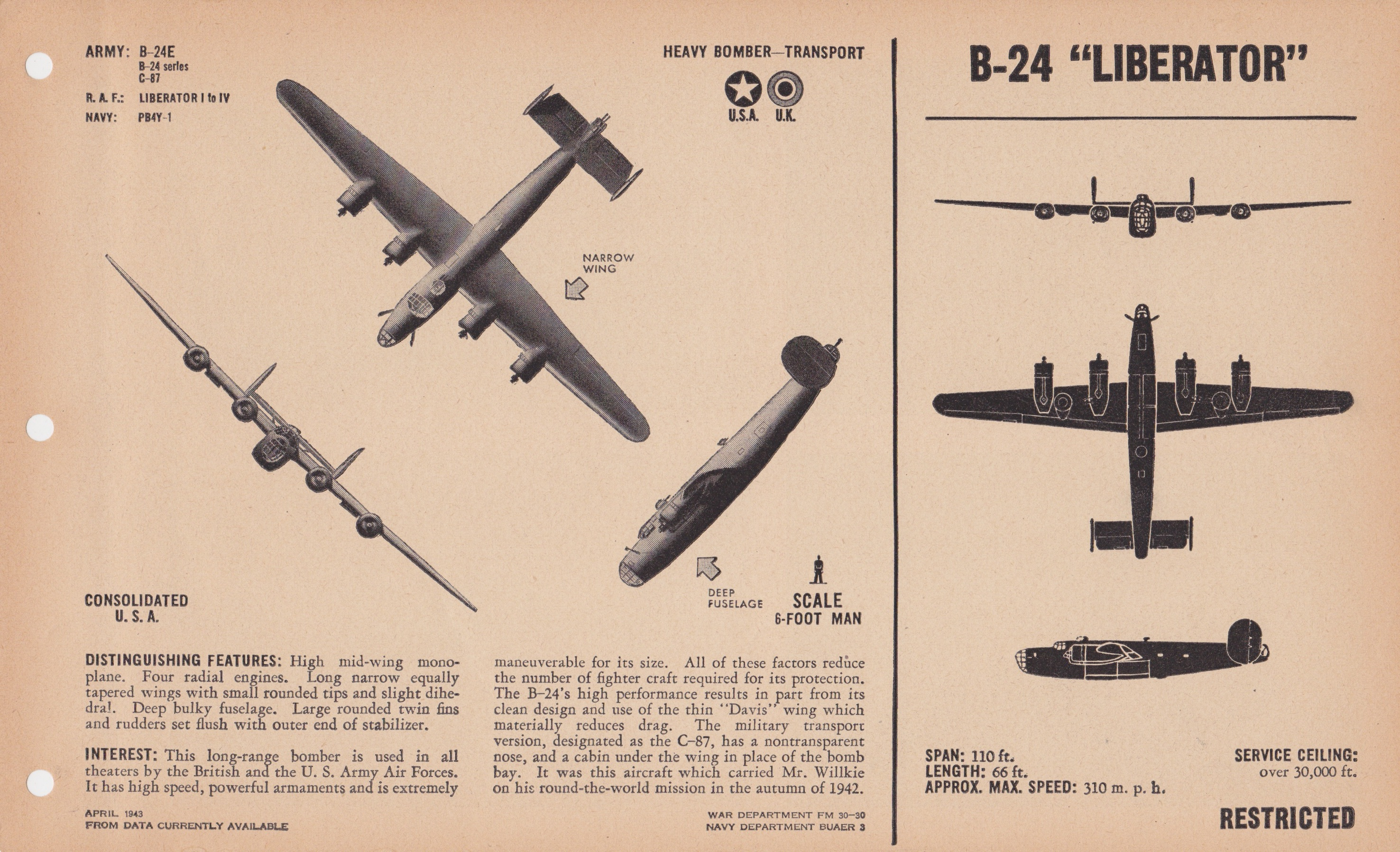
Схема літака В-24 «Ліберейтор»

Дані з Ударная авиация Второй Мировой — штурмовики, бомбардировщики, торпедоносцы
|                         |                         | B-24A                  | B-24C                  | B-24D                  | B-24H                  | B-24J                  |
| ----------------------- | ----------------------- | ---------------------- | ---------------------- | ---------------------- | ---------------------- | ---------------------- |
| Екіпаж                  | Екіпаж                  | 7 осіб                 | 7 осіб                 | 10 осіб                | 10 осіб                | 10 осіб                |
| Довжина                 | Довжина                 | 19,43 м                | 20,22 м                | 20,47 м                | 20,62 м                | 20,62 м                |
| Висота                  | Висота                  | 5,69 м                 | 5,49 м                 | 5,46 м                 | 5,49 м                 | 5,49 м                 |
| Розмах крил             | Розмах крил             | 33,53 м                | 33,53 м                | 33,53 м                | 33,53 м                | 33,53 м                |
| Площа крил              | Площа крил              | 97,36 м²               | 97,36 м²               | 97,36 м²               | 97,36 м²               | 97,36 м²               |
| Маса                    | пустого                 | 13 600 кг              | 14 650 кг              | 14 790 кг              | 16 560 кг              | 16 100 кг              |
| Маса                    | спорядженого            | 18 120 кг              | 18 600 кг              | 24 950 кг              | 25 400 кг              | 25 400 кг              |
| Маса                    | максимальна злітна      | 24 300 кг              | 24 360 кг              | 27 200 кг              | 29 480 кг              | 29 480 кг              |
| Двигуни Pratt & Whitney | Двигуни Pratt & Whitney | 4 × R-1830-33          | 4 × R-1830-41          | 4 × R-1830-43          | 4 × R-1830-65          | 4 × R-1830-65          |
| Потужність              | Потужність              | 4 × 1200 к. с.         | 4 × 1200 к. с.         | 4 × 1200 к. с.         | 4 × 1200 к. с.         | 4 × 1200 к. с.         |
| Максимальна швидкість   | Максимальна швидкість   | 470 км/год             | 504 км/год             | 488 км/год             | 476 км/год             | 567 км/год             |
| Дальність польоту       | Дальність польоту       | 3500 км з 1815 кг бомб | 3400 км з 2277 кг бомб | 3700 км з 2277 кг бомб | 3400 км з 2277 кг бомб | 3400 км з 2277 кг бомб |
| Практична стеля         | Практична стеля         | 9 300 м                | 10 400 м               | 8750 м                 | 9150 м                 | 8500 м                 |
| Час підйому             | Час підйому             | 5,6 хв на 3050 м       | 6,1 хв на 3050 м       | 22 хв на 6100 м        | 25 хв на 6100 м        |                        |

## Галерея

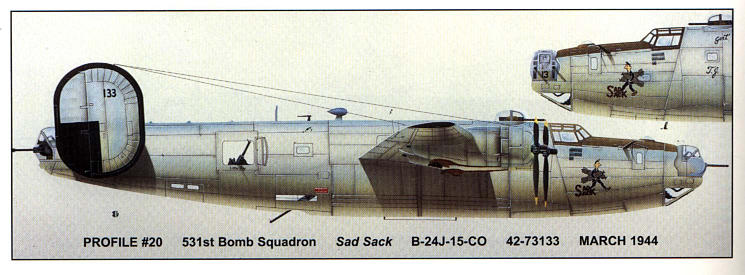
Вигляд бомбардувальника Консолідейтед В-24 «Ліберейтор» у профіль
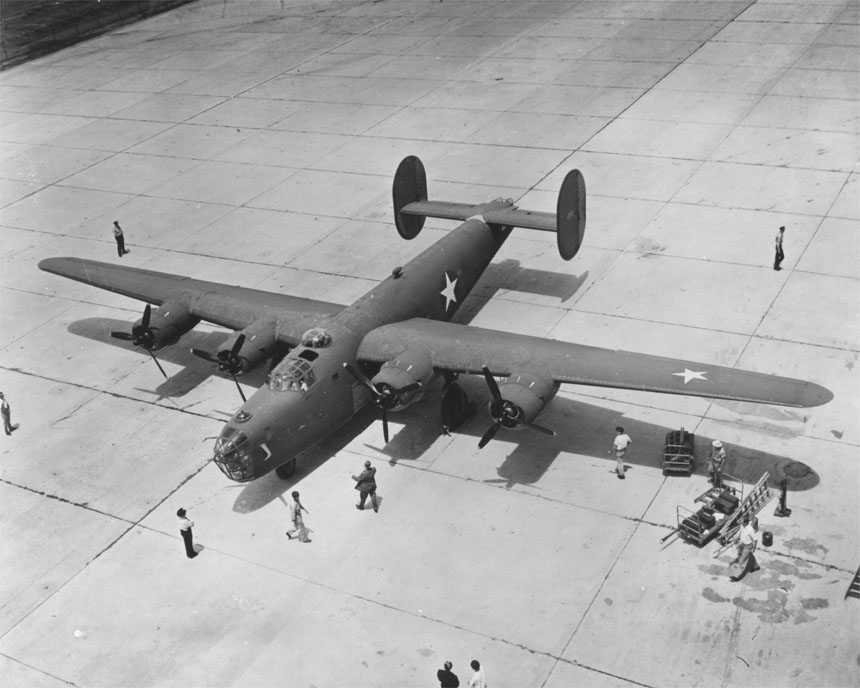
Бомбардувальник В-24 «Ліберейтор» на злітно-посадковій смузі аеродрома
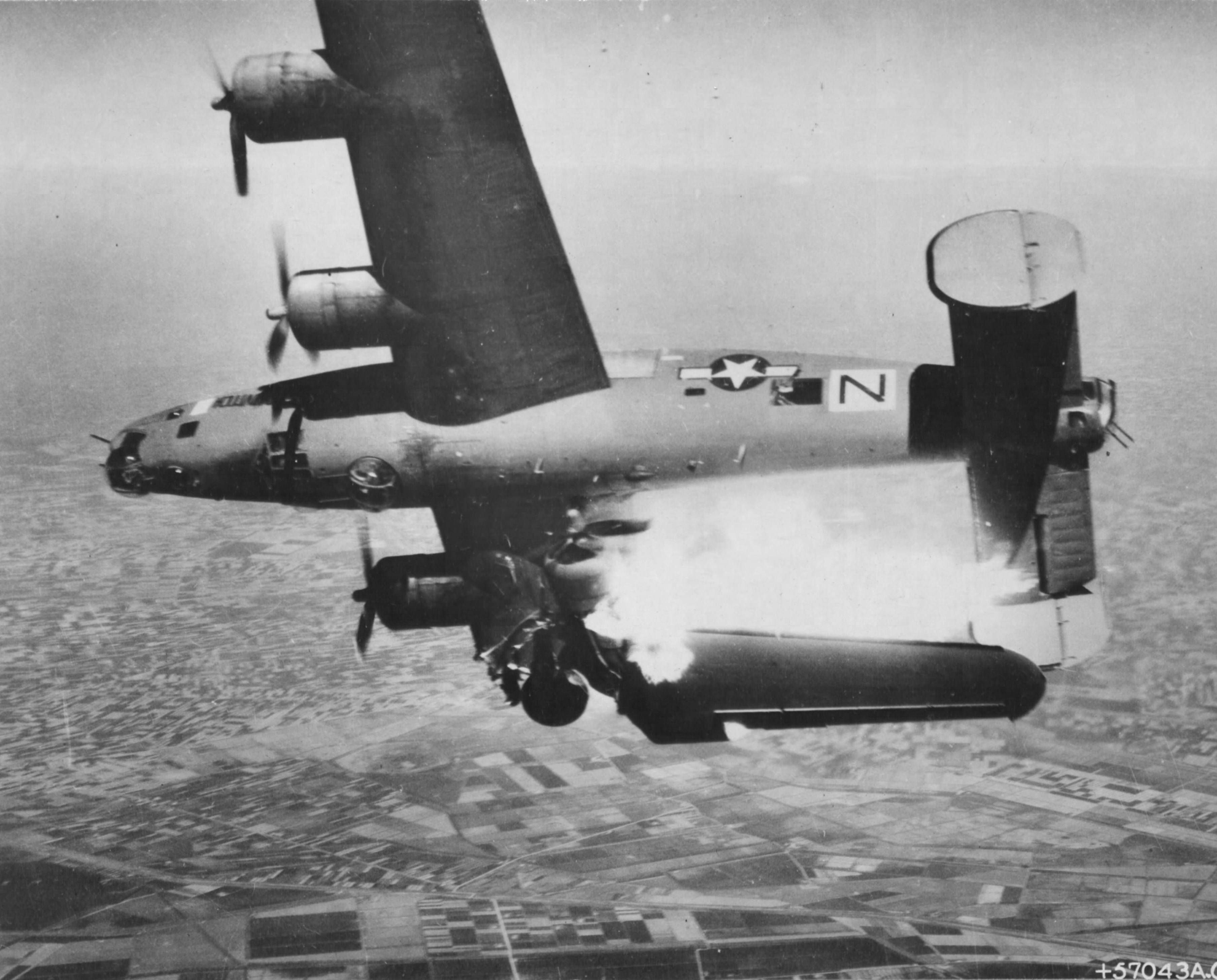
Збитий зенітним вогнем над Луго літак В-24 «Ліберейтор». Італійський ТВД. 10 квітня 1945
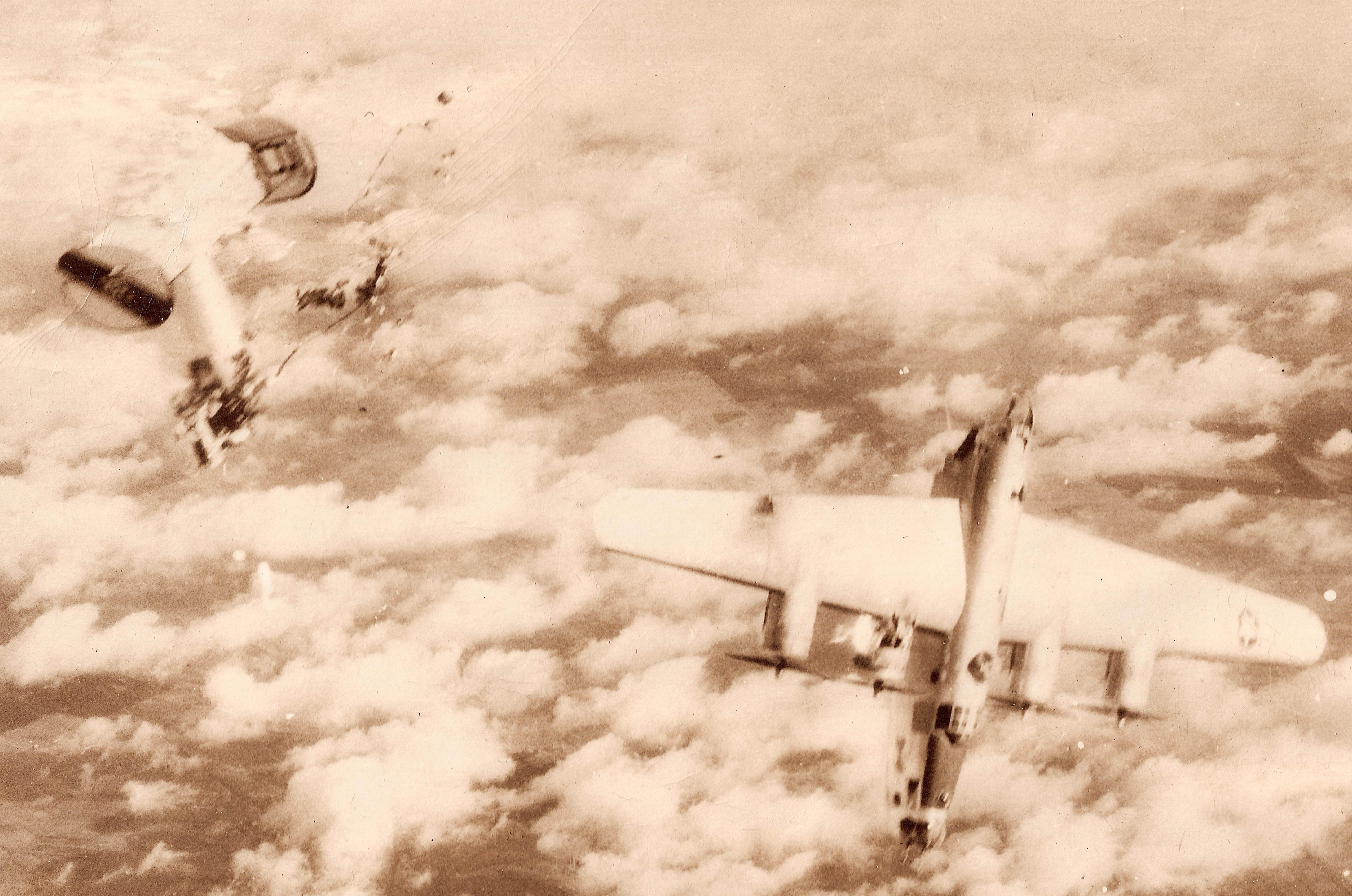
В-24 «Ліберейтор», збитий в небі над Німеччиною реактивним винищувачем Me 262, яким керував Рудольф Радемахер (4 квітня 1945).
- Авіаційний наліт американської бомбардувальної авіації на нафтові поля Румунії в Плоєшті.
- Наліт бомбардувальників В-24 «Ліберейтор» на Неаполь

## Країни-оператори
| - Австралія - Бразилія - Велика Британія - Канада - Республіка Китай - Третій Рейх - Індія - Італія - Нідерланди | - Нікарагуа - Південна Африка - Польща - Португалія - Румунія - США - СРСР - Туреччина - Чехословаччина |